# Felix Hoerburger
Felix Hoerburger (* 9. Dezember 1916 in München; † 3. Februar 1997 in Regensburg) war ein Schriftsteller, Komponist und Musikethnologe, der jahrzehntelang an der Universität Regensburg gelehrt und geforscht hat.
Neben seiner Tätigkeit als Musikethnologe ist Hoerburger vor allem als Erfinder einer am Bairischen angelehnten Kunstsprache, dem „Schnubiglbairischen“, bekannt.

## Leben
Felix Hoerburger wurde im Jahr 1916 in München geboren und studierte dort Musikwissenschaft und -ethnologie. 1941 promovierte er über Musik der Ngoni im südlichen Afrika, 1963 habilitierte er sich mit einer Arbeit über Tanz und Tanzmusik der Albaner im Kosovo und in Mazedonien. Ab 1968 arbeitete Hoerburger bis zu seinem Ruhestand im Jahr 1976 an der Universität Regensburg als einer der führenden Musikethnologen in Forschung und Lehre.
Auf zahlreichen Forschungsreisen besuchte er folgende Länder: Rumänien (1958), das damalige Jugoslawien (1959), Griechenland (1959, 1965, 1970, 1972, 1973), Afghanistan, Nepal (1966, 1968) sowie Taiwan (1976). Besonders die Reise nach Afghanistan war von außergewöhnlicher Bedeutung, da Hoerburger dort zahlreiche Materialien zur afghanischen Musik und Kultur sammelte, die das afghanische Kulturerbe zu bewahren halfen.

### Musikethnologie
- Felix Hoerburger: Die Zwiefachen – Gestaltung und Umgestaltung der Tanzmelodien im nördlichen Altbayern. Akademie-Verlag, Berlin 1956, und Laaber-Verlag, Laaber 1991, ISBN 3-89007-264-X.
- Felix Hoerburger: Musica vulgaris – Lebensgesetze der instrumentalen Volksmusik. In: Erlanger Forschungen, Reihe A, Band 19. Universitätsbund Erlangen-Nürnberg e.V., Erlangen 1966.
- Felix Hoerburger: Volksmusik in Afghanistan. In: Regensburger Beiträge zur musikalischen Volks- und Völkerkunde, Band 1. Gustav Bosse Verlag, Regensburg 1969.
- Felix Hoerburger: Studien zur Musik in Nepal. In: Regensburger Beiträge zur musikalischen Volks- und Völkerkunde, Band 2. Gustav Bosse Verlag, Regensburg 1975.
- Felix Hoerburger: Achttaktige Ländler aus Bayern. In: Quellen und Studien zur musikalischen Volkstradition in Bayern, Reihe I, Band 1. Gustav Bosse Verlag, Regensburg 1976, ISBN 3-7649-2560-4.
- Felix Hoerburger: Volksmusikforschung – Aufsätze und Vorträge 1953-1984. Laaber-Verlag, Laaber 1896, ISBN 3-89007-106-6.
- Felix Hoerburger: Valle populore – Tanz und Tanzmusik der Albaner im Kosovo und in Makedonien. Verlag Peter Lang, Frankfurt am Main 1994, ISBN 3-631-46336-7.

### Schnubiglbairisch
- Felix Hoerburger: Schnubiglbairisches Poeticum. Verlag Friedl Brehm, Feldafing/Oberbayern 1975.
- Felix Hoerburger: neueste nachrichten aus der schnubiglputanischen provinz. Verlag Friedrich Pustet, Regensburg 1977; Neuauflage Allitera Verlag/edition Monacensia, München 2008, ISBN 978-3-86520-293-2.
- Felix Hoerburger: Kynische Diatribe über die kuriöse und höchst gefährliche Expedition des Morbikularrepräsendenten Felix Hoerburger in die Provinzen jenseits der paflakubischlbanischen Grenze. edition herodot, Göttingen 1985, ISBN 3-88694-150-7.
- Felix Hoerburger: Wunderbare Auszüge aus der schnubiglputanischen Stadt- und Weltchronik. Kuckuck & Straps, München 1988, IBINS-F-729 6089-40.

### Sammlungen
- Stefan Hirsch (Hrsg.): Notabenschgerl – Gedichte von Felix Hoerburger, Bezirk Oberbayern, München 2000, ISBN 3-8306-7062-1.
- Thomas Emmerig (Hrsg.): Von Bayern nach Taiwan oder Von Unterdinxbichl zur paflakubischlbanischen Grenze: Felix Hoerburger und sein musikalisch-literarisches Werk. Verlag Peter Lang, Frankfurt am Main 2001, ISBN 3-631-38502-1.
- Thomas Emmerig (Hrsg.): Felix Hoerburger – Als "Fremder" in der "Welt", Allitera Verlag/edition Monacensia, München 2016, ISBN 978-3-86906-901-2.